# A Chuck epizódjainak listája
A Chuck televíziós sorozat epizódjainak listája.
A Chuck epizódjai mindig "Chuck Versus"-al (Chuck kontra valami/valaki) kezdődnek, ezzel utalva az adott epizód egy lényeges, vagy kevésbé lényeges történésére.

## Évados áttekintés
| Évad | Évad | Részek száma | Részek száma | Eredeti sugárzás     | Eredeti sugárzás  | Eredeti adó | Magyar sugárzás   | Magyar sugárzás   | Magyar adó |
| Évad | Évad | Részek száma | Részek száma | Évadbemutató         | Évadzáró          | Eredeti adó | Évadbemutató      | Évadzáró          | Magyar adó |
| ---- | ---- | ------------ | ------------ | -------------------- | ----------------- | ----------- | ----------------- | ----------------- | ---------- |
|      | 1.   | 13           | 13           | 2007. szeptember 24. | 2008. január 24.  | NBC         | 2009. július 14.  | 2010. február 13. | Cool TV    |
|      | 2.   | 22           | 22           | 2008. szeptember 29. | 2009. április 27. | NBC         | 2010. február 20. | 2010. július 24.  | Cool TV    |
|      | 3.   | 19           | 19           | 2010. január 10.     | 2010. május 24.   | NBC         | 2013. január 7.   | 2013. május 13.   | Prizma TV  |
|      | 4.   | 24           | 24           | 2010. szeptember 20. | 2011. május 16.   | NBC         | 2015. március 9.  | 2015. május 11.   | RTL II     |
|      | 5.   | 13           | 13           | 2011. október 28.    | 2012. január 27.  | NBC         | 2016. január 2.   | 2016. március 26. | RTL II     |

## 1. évad (2007-2008)
| Sor. | Év. | Cím                                                        | Rendező               | Író                              | Premier                               | Nézettség   |
| ---- | --- | ---------------------------------------------------------- | --------------------- | -------------------------------- | ------------------------------------- | ----------- |
| 1.   | 1.  | Chuck és az e-mail (Chuck Versus the Intersect)            | McG                   | Josh Schwartz & Chris Fedak      | 2007. szeptember 24. 2009. július 14. | 9,21 millió |
| 2.   | 2.  | Chuck és a helikopter (Chuck Versus the Helicopter)        | Robert Duncan McNeill | Josh Schwartz & Chris Fedak      | 2007. október 1. 2009. július 21.     | 8,39 millió |
| 3.   | 3.  | Chuck és az első bevetés (Chuck Versus the Tango)          | Jason Ensler          | Matthew Miller                   | 2007. október 8. 2009. július 28.     | 7,21 millió |
| 4.   | 4.  | Chuck és Carina (Chuck Versus the Wookiee)                 | Allan Kroeker         | Allison Adler                    | 2007. október 15. 2010. január 10.    | 8,36 millió |
| 5.   | 5.  | Chuck és a kínai maffia (Chuck Versus the Sizzling Shrimp) | David Solomon         | Scott Rosenbaum                  | 2007. október 22. 2010. január 16.    | 7,22 millió |
| 6.   | 6.  | Chuck és a fegyverkovács (Chuck Versus the Sandworm)       | Robert Duncan McNeill | Phil Klemmer                     | 2007. október 29. 2010. január 17.    | 7,65 millió |
| 7.   | 7.  | Chuck és az egyetem (Chuck Versus the Alma Mater)          | Patrick Norris        | Anne Cofell Saunders             | 2007. november 5. 2010. január 23.    | 7,65 millió |
| 8.   | 8.  | Chuck és az igazságszérum (Chuck Versus the Truth)         | Robert Duncan McNeill | Allison Adler                    | 2007. november 12. 2010. január 24.   | 7,56 millió |
| 9.   | 9.  | Chuck és a szalámi (Chuck Versus the Imported Hard Salami) | Jason Ensler          | Scott Rosenbaum & Matthew Miller | 2007. november 19. 2010. január 30.   | 7,79 millió |
| 10.  | 10. | Chuck és a végzet (Chuck Versus the Nemesis)               | Allison Liddi-Brown   | Chris Fedak                      | 2007. november 26. 2010. január 31.   | 8,42 millió |
| 11.  | 11. | Chuck és a hamispénz (Chuck Versus the Crown Vic)          | Chris Fisher          | Zev Borow                        | 2007. december 3. 2010. február 6.    | 8,41 millió |
| 12.  | 12. | Chuck és a szerelem (Chuck Versus the Undercover Lover)    | Fred Toye             | Phil Klemmer                     | 2008. január 24. 2010. február 7.     | 6,88 millió |
| 13.  | 13. | Chuck és a nagy boltrablás (Chuck Versus the Marlin)       | Allan Kroeker         | Matthew Lau                      | 2008. január 24. 2010. február 13.    | 7,02 millió |

## 2. évad (2008-2009)
| Sor. | Év. | Cím                                                         | Rendező               | Író                              | Premier                                | Nézettség   |
| ---- | --- | ----------------------------------------------------------- | --------------------- | -------------------------------- | -------------------------------------- | ----------- |
| 14.  | 1.  | Chuck és az első randi (Chuck Versus the First Date)        | Jason Ensler          | Josh Schwartz & Chris Fedak      | 2008. szeptember 29. 2010. február 20. | 6,84 millió |
| 15.  | 2.  | Chuck és a csábítás (Chuck Versus the Seduction)            | Allan Kroeker         | Matthew Miller                   | 2008. október 6. 2010. február 27.     | 5,83 millió |
| 16.  | 3.  | Chuck és a szakítás (Chuck Versus the Break-Up)             | Robert Duncan McNeill | Scott Rosenbaum                  | 2008. október 13. 2010. március 6.     | 6,17 millió |
| 17.  | 4.  | Chuck és a nehézbombázó (Chuck Versus the Cougars)          | Patrick Norris        | Allison Adler                    | 2008. október 20. 2010. március 21.    | 6,87 millió |
| 18.  | 5.  | Chuck és a videójáték (Chuck Versus Tom Sawyer)             | Norman Buckley        | Phil Klemmer                     | 2008. október 27. 2010. március 27.    | 6,70 millió |
| 19.  | 6.  | Chuck és az exbarátnő (Chuck Versus the Ex)                 | Jay Chandrasekhar     | Zev Borow                        | 2008. november 10. 2010. április 3.    | 6,34 millió |
| 20.  | 7.  | Chuck és a kövér hölgy (Chuck Versus the Fat Lady)          | Jeffrey G. Hunt       | Matthew Lau                      | 2008. november 17. 2010. április 10.   | 6,89 millió |
| 21.  | 8.  | Chuck és a vidámpark (Chuck Versus the Gravitron)           | Allison Liddi-Brown   | Chris Fedak                      | 2008. november 24. 2010. április 17.   | 6,53 millió |
| 22.  | 9.  | Chuck és a mester (Chuck Versus the Sensei)                 | Jonas Pate            | Anne Cofell Saunders             | 2008. december 1. 2010. április 24.    | 7,34 millió |
| 23.  | 10. | Chuck és a szuper járgány (Chuck Versus the DeLorean)       | Ken Whittingham       | Matthew Miller                   | 2008. december 8. 2010. május 1.       | 6,94 millió |
| 24.  | 11. | Chuck és a télapó (Chuck Versus Santa Claus)                | Robert Duncan McNeill | Scott Rosenbaum                  | 2008. december 15. 2010. május 8.      | 7,66 millió |
| 25.  | 12. | Chuck és a rocksztár (Chuck Versus the Third Dimension)     | Robert Duncan McNeill | Chris Fedak                      | 2009. február 2. 2010. május 15.       | 8,45 millió |
| 26.  | 13. | Chuck és a kertváros (Chuck Versus the Suburbs)             | Jay Chandrasekhar     | Phil Klemmer                     | 2009. február 16. 2010. május 22.      | 6,84 millió |
| 27.  | 14. | Chuck és a legjobb barát (Chuck Versus the Best Friend)     | Peter Lauer           | Allison Adler                    | 2009. február 23. 2010. május 29.      | 6,59 millió |
| 28.  | 15. | Chuck és a félmeztelen férfi (Chuck Versus the Beefcake)    | Patrick Norris        | Matthew Miller & Scott Rosenbaum | 2009. március 2. 2010. június 5.       | 6,66 millió |
| 29.  | 16. | Chuck és a halálos fegyver (Chuck Versus the Lethal Weapon) | Allan Kroeker         | Zev Borow & Matthew Lau          | 2009. március 9. 2010. június 12.      | 5,80 millió |
| 30.  | 17. | Chuck és a predátor (Chuck Versus the Predator)             | Jeremiah Chechik      | Chris Fedak                      | 2009. március 23. 2010. június 19.     | 6,16 millió |
| 31.  | 18. | Chuck és az összetört szív (Chuck Versus the Broken Heart)  | Kevin Bray            | Allison Adler                    | 2009. március 30. 2010. június 26.     | 5,72 millió |
| 32.  | 19. | Chuck és az álommunka (Chuck Versus the Dream Job)          | Robert Duncan McNeill | Phil Klemmer & Corey Nickerson   | 2009. április 6. 2010. július 3.       | 6,10 millió |
| 33.  | 20. | Chuck és az első gyilkosság (Chuck Versus the First Kill)   | Norman Buckley        | Scott Rosenbaum                  | 2009. április 13. 2010. július 10.     | 6,21 millió |
| 34.  | 21. | Chuck és az ezredes (Chuck Versus the Colonel)              | Peter Lauer           | Matthew Miller                   | 2009. április 20. 2010. július 17.     | 6,11 millió |
| 35.  | 22. | Chuck és az eljegyzési gyűrű (Chuck Versus the Ring)        | Robert Duncan McNeill | Chris Fedak & Allison Adler      | 2009. április 27. 2010. július 24.     | 6,20 millió |

## 3. évad (2010)
| Sor. | Év. | Cím                                                             | Rendező                  | Író                                                              | Premier                             | Nézettség   |
| ---- | --- | --------------------------------------------------------------- | ------------------------ | ---------------------------------------------------------------- | ----------------------------------- | ----------- |
| 36.  | 1.  | Chuck és az utolsó sajtgolyó (Chuck Versus the Pink Slip)       | Robert Duncan McNeill    | Chris Fedak & Matt Miller                                        | 2010. január 10. 2013. január 7.    | 7,70 millió |
| 37.  | 2.  | Chuck és a cuki ciki vallomás (Chuck Versus the Three Words)    | Peter Lauer              | Allison Adler & Scott Rosenbaum                                  | 2010. január 10. 2013. január 14.   | 7,20 millió |
| 38.  | 3.  | Chuck és a diktátor (Chuck Versus the Angel de la Muerte)       | Jeremiah Chechik         | Phil Klemmer                                                     | 2010. január 11. 2013. január 21.   | 7,36 millió |
| 39.  | 4.  | Chuck és a kapitány hadművelet (Chuck Versus Operation Awesome) | Robert Duncan McNeill    | Zev Borow                                                        | 2010. január 18. 2013. január 28.   | 6,65 millió |
| 40.  | 5.  | Chuck és az első osztályú utazás (Chuck Versus First Class)     | Fred Toye                | Chris Fedak                                                      | 2010. január 25. 2013. február 4.   | 6,98 millió |
| 41.  | 6.  | Chuck és a nachos kóstoló (Chuck Versus the Nacho Sampler)      | Allan Kroeker            | Matt Miller & Scott Rosenbaum                                    | 2010. február 1. 2013. február 11.  | 6,73 millió |
| 42.  | 7.  | Chuck és a maszk rejtélye (Chuck Versus the Mask)               | Michael Schultz          | Phil Klemmer                                                     | 2010. február 8. 2013. február 18.  | 6,60 millió |
| 43.  | 8.  | Chuck és a hihetetlen vonzerő (Chuck Versus the Fake Name)      | Jeremiah Chechik         | Allison Adler                                                    | 2010. március 1. 2013. február 25.  | 6,70 millió |
| 44.  | 9.  | Chuck és az áruházi forradalom (Chuck Versus the Beard)         | Zachary Levi             | Scott Rosenbaum                                                  | 2010. március 8. 2013. március 4.   | 6,37 millió |
| 45.  | 10. | Chuck és a Tic Tac (Chuck Versus the Tic Tac)                   | Patrick Norris           | Rafe Judkins & Lauren LeFranc                                    | 2010. március 15. 2013. március 11. | 5,85 millió |
| 46.  | 11. | Chuck és a nagy átváltozás (Chuck Versus the Final Exam)        | Robert Duncan McNeill    | Zev Borow                                                        | 2010. március 22. 2013. március 18. | 5,46 millió |
| 47.  | 12. | Chuck és Amerika hőse (Chuck Versus the American Hero)          | Jeremiah Chechik         | Történet: Max Denby Tévéjáték: Matt Miller & Phil Klemmer        | 2010. március 29. 2013. március 25. | 5,68 millió |
| 48.  | 13. | Chuck és a műbalhé (Chuck Versus the Other Guy)                 | Peter Lauer              | Chris Fedak                                                      | 2010. április 5. 2013. április 1.   | 5,79 millió |
| 49.  | 14. | Chuck és az igazi rosszfiú (Chuck Versus the Honeymooners)      | Robert Duncan McNeill    | Történet: Allison Adler Tévéjáték: Rafe Judkins & Lauren LeFranc | 2010. április 26. 2013. április 8.  | 5,78 millió |
| 50.  | 15. | Chuck és a retró (Chuck Versus the Role Models)                 | Fred Toye                | Phil Klemmer                                                     | 2010. május 3. 2013. április 15.    | 5,35 millió |
| 51.  | 16. | Chuck és a fog titka (Chuck Versus the Tooth)                   | Daisy von Scherler Mayer | Zev Borow & Max Denby                                            | 2010. május 10. 2013. április 22.   | 5,33 millió |
| 52.  | 17. | Chuck és az agykontroll (Chuck Versus the Living Dead)          | Jay Chandrasekhar        | Lauren LeFranc & Rafe Judkins                                    | 2010. május 17. 2013. április 29.   | 5,20 millió |
| 53.  | 18. | Chuck és a totális mentőakció (Chuck Versus the Subway)         | Matt Shakman             | Történet: Matt Miller Tévéjáték: Allison Adler & Phil Klemmer    | 2010. május 24. 2013. május 6.      | 4,96 millió |
| 54.  | 19. | Chuck és Superman (Chuck Versus the Ring: Part II)              | Robert Duncan McNeill    | Josh Schwartz & Chris Fedak                                      | 2010. május 24. 2013. május 13.     | 5,16 millió |

## 4. évad (2010-2011)
| Sor. | Év. | Cím                                                                     | Rendező               | Író                                   | Premier                                | Nézettség   |
| ---- | --- | ----------------------------------------------------------------------- | --------------------- | ------------------------------------- | -------------------------------------- | ----------- |
| 55.  | 1.  | Chuck és az évforduló (Chuck Versus the Anniversary)                    | Robert Duncan McNeill | Chris Fedak                           | 2010. szeptember 20. 2015. március 9.  | 5,79 millió |
| 56.  | 2.  | Chuck és a bőrönd (Chuck Versus the Suitcase)                           | Gail Mancuso          | Rafe Judkins & Lauren LeFranc         | 2010. szeptember 27. 2015. március 16. | 5,37 millió |
| 57.  | 3.  | Chuck és a gyűrű (Chuck Versus the Cubic Z)                             | Norman Buckley        | Nicholas Wootton                      | 2010. október 4. 2015. március 23.     | 5,38 millió |
| 58.  | 4.  | Chuck és a puccs (Chuck Versus the Coup d'Etat)                         | Robert Duncan McNeill | Kristin Newman                        | 2010. október 11. 2015. március 30.    | 5,33 millió |
| 59.  | 5.  | Chuck és a hullamerevség (Chuck Versus the Couch Lock)                  | Michael Schultz       | Henry Alonso Myers                    | 2010. október 18. 2015. április 15.    | 5,23 millió |
| 60.  | 6.  | Chuck és a rettegés sátra (Chuck Versus the Aisle of Terror)            | John Scott            | Craig DiGregorio                      | 2010. október 25. 2015. április 16.    | 5,45 millió |
| 61.  | 7.  | Chuck és az első összeveszés (Chuck Versus the First Fight)             | Allan Kroeker         | Rafe Judkins & Lauren LeFranc         | 2010. november 1. 2015. április 17.    | 5,47 millió |
| 62.  | 8.  | Chuck és a terapeuta (Chuck Versus the Fear of Death)                   | Robert Duncan McNeill | Nicholas Wootton                      | 2010. november 15. 2015. április 18.   | 5,43 millió |
| 63.  | 9.  | Chuck és a harmadik fázis (Chuck Versus Phase Three)                    | Anton Cropper         | Kristin Newman                        | 2010. november 22. 2015. április 21.   | 4,80 millió |
| 64.  | 10. | Chuck és a morzsa-parti (Chuck Versus the Leftovers)                    | Zachary Levi          | Henry Alonso Myers                    | 2010. november 29. 2015. április 22.   | 6,17 millió |
| 65.  | 11. | Chuck és az erkély (Chuck Versus the Balcony)                           | Jay Chandrasekhar     | Max Denby                             | 2011. január 17. 2015. április 23.     | 5,97 millió |
| 66.  | 12. | Chuck és a falánk (Chuck Versus the Gobbler)                            | Milan Cheylov         | Craig DiGregorio                      | 2011. január 24. 2015. április 24.     | 6,06 millió |
| 67.  | 13. | Chuck és a küldetés (Chuck Versus the Push Mix)                         | Peter Lauer           | Rafe Judkins & Lauren LeFranc         | 2011. január 31. 2015. április 25.     | 5,57 millió |
| 68.  | 14. | Chuck és a csábítás nagymestere (Chuck Versus the Seduction Impossible) | Patrick Norris        | Chris Fedak & Kristin Newman          | 2011. február 7. 2015. április 28.     | 5,41 millió |
| 69.  | 15. | Chuck és a macskalakulat (Chuck Versus the Cat Squad)                   | Paul Marks            | Nicholas Wootton                      | 2011. február 14. 2015. április 29.    | 5,47 millió |
| 70.  | 16. | Chuck és a maszkabál (Chuck Versus the Masquerade)                      | Patrick Norris        | Rafe Judkins & Lauren LeFranc         | 2011. február 21. 2015. április 30.    | 5,48 millió |
| 71.  | 17. | Chuck és a tolvajképző (Chuck Versus the First Bank of Evil)            | Frederick E.O. Toye   | Henry Alonso Myers & Craig DiGregorio | 2011. február 28. 2015. május 2.       | 5,35 millió |
| 72.  | 18. | Chuck és tartalék csapat (Chuck Versus the A-Team)                      | Kevin Mock            | Phil Klemmer                          | 2011. március 14. 2015. május 2.       | 4,92 millió |
| 73.  | 19. | Chuck és a négy jelölt (Chuck Versus the Muuurder)                      | Allan Kroeker         | Alex Katsnelson & Kristin Newman      | 2011. március 21. 2015. május 5.       | 4,23 millió |
| 74.  | 20. | Chuck és a Volkoff család (Chuck Versus the Family Volkoff)             | Robert Duncan McNeill | Amanda Kate Shuman & Nicholas Wootton | 2011. április 11. 2015. május 6.       | 4,03 millió |
| 75.  | 21. | Chuck és az esküvőszervező (Chuck Versus the Wedding Planner)           | Anton Cropper         | Rafe Judkins & Lauren LeFranc         | 2011. április 18. 2015. május 7.       | 4,22 millió |
| 76.  | 22. | Chuck és X ügynök (Chuck Versus Agent X)                                | Robert Duncan McNeill | Phil Klemmer & Craig DiGregorio       | 2011. május 2. 2015. május 8.          | 4,10 millió |
| 77.  | 23. | Chuck és az utolsó simítások (Chuck Versus the Last Details)            | Peter Lauer           | Henry Alonso Myers & Kristin Newman   | 2011. május 9. 2015. május 9.          | 4,10 millió |
| 78.  | 24. | Chuck és a végső harc (Chuck Versus the Cliffhanger)                    | Robert Duncan McNeil  | Chris Fedak & Nicholas Wootton        | 2011. május 16. 2015. május 11.        | 4,53 millió |

## 5. évad (2011-2012)
| Sor. | Év. | Cím                                                            | Rendező               | Író                             | Premier                              | Nézettség   |
| ---- | --- | -------------------------------------------------------------- | --------------------- | ------------------------------- | ------------------------------------ | ----------- |
| 79.  | 1.  | Chuck és az őrült terv (Chuck Versus the Zoom)                 | Robert Duncan McNeil  | Chris Fedak & Nicholas Wootton  | 2011. október 28. 2016. január 2.    | 3,42 millió |
| 80.  | 2.  | Chuck és a szakállas bandita (Chuck Versus the Bearded Bandit) | Patrick Norris        | Lauren LeFranc & Rafe Judkins   | 2011. november 4. 2016. január 9.    | 3,08 millió |
| 81.  | 3.  | Chuck és a szőke melír (Chuck Versus the Frosted Tips)         | Paul Marks            | Phil Klemmer                    | 2011. november 11. 2016. január 16.  | 3,13 millió |
| 82.  | 4.  | Chuck és az év eladója (Chuck Versus the Business Trip)        | Allan Kroeker         | Kristin Newman                  | 2011. november 18. 2016. január 23.  | 3,11 millió |
| 83.  | 5.  | Chuck és a hackerverseny (Chuck Versus the Hack Off)           | Zachary Levi          | Craig DiGregorio                | 2011. december 9. 2016. január 30.   | 3,66 millió |
| 84.  | 6.  | Chuck és az átok (Chuck Versus the Curse)                      | Michael Schultz       | Alex Katsnelson                 | 2011. december 16. 2016. február 6.  | 3,22 millió |
| 85.  | 7.  | Chuck és a mikulás-jelmez (Chuck Versus the Santa Suit)        | Peter Lauer           | Amanda Kate Shuman              | 2011. december 23. 2016. február 13. | 3,42 millió |
| 86.  | 8.  | Chuck és a bébi (Chuck Versus the Baby)                        | Matt Barber           | Rafe Judkins & Lauren LeFranc   | 2011. december 30. 2016. február 20. | 3,18 millió |
| 87.  | 9.  | Chuck és a kitartott férfi (Chuck Versus the Kept Man)         | Fred Toye             | Craig DiGregorio & Phil Klemmer | 2012. január 6. 2016. február 27.    | 3,26 millió |
| 88.  | 10. | Chuck és Bo (Chuck Versus Bo)                                  | Jeremiah Chechik      | Kristin Newman                  | 2012. január 13. 2016. március 5.    | 3,17 millió |
| 89.  | 11. | Chuck és a szuperexpressz (Chuck Versus the Bullet Train)      | Buzz Feitshans IV     | Nicholas Wootton                | 2012. január 20. 2016. március 12.   | 3,84 millió |
| 90.  | 12. | Chuck és Sarah (Chuck Versus Sarah)                            | Jay Chandrasekhar     | Rafe Judkins & Lauren LeFranc   | 2012. január 27. 2016. március 19.   | 4,10 millió |
| 91.  | 13. | Chuck és a búcsú (Chuck Versus the Goodbye)                    | Robert Duncan McNeill | Chris Fedak                     | 2012. január 27. 2016. március 26.   | 4,31 millió |

## Fordítás
- Ez a szócikk részben vagy egészben  a   List of Chuck episodes című angol Wikipédia-szócikk fordításán alapul.  Az eredeti cikk szerkesztőit annak laptörténete sorolja fel. Ez a jelzés csupán a megfogalmazás eredetét és a szerzői jogokat jelzi, nem szolgál a cikkben szereplő információk forrásmegjelöléseként.